# Klonowa (Mazovie)
Pour les articles homonymes, voir Klonowa.
Klonowa (prononciation : [klɔˈnɔva]) est un village polonais de la gmina de Rusinów dans le powiat de Przysucha de la voïvodie de Mazovie dans le centre-est de la Pologne.
Il se situe à environ 5 kilomètres à l'est de Rusinów (siège de la gmina), 6 kilomètres au nord de Przysucha (siège du powiat) et à 93 kilomètres au sud de Varsovie (capitale de la Pologne).

## Histoire
De 1975 à 1998, le village appartenait administrativement à la voïvodie de Radom.